# Búsqueda de errores

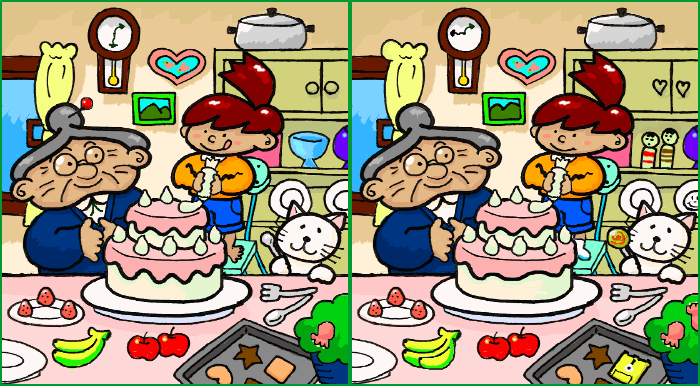
Ejemplo de un juego de los siete errores

El juego de búsqueda de errores o encuentra las diferencias es un pasatiempo gráfico que consiste en buscar las diferencias que existen entre dos gráficos, dibujos o fotografías, aparentemente iguales, en los que se han modificado sutilmente un determinado número de puntos que los hace diferentes.

## Descripción
Los juegos de encontrar las diferencias se encuentran en varios medios, incluidos libros de actividades para niños, periódicos y videojuegos. Son un tipo de rompecabezas en el que los jugadores deben encontrar un número determinado de diferencias entre dos imágenes similares, ya sean ilustraciones o fotografías que hayan sido alteradas con fotomanipulación.

## Técnicas de resolución
La comparación visual se puede utilizar para resolver el rompecabezas. La solución al acertijo a menudo se enumera cerca o en una página de respuesta adjunta de un libro de acertijos. Además, uno puede cruzar los ojos y fusionar las dos imágenes en una, de la misma manera que cuando ve una imagen de autoestereograma. Las diferencias parecerán parpadear dentro y fuera de la visión de uno. Este es un método muy efectivo para resolver estos acertijos.

### Superposición

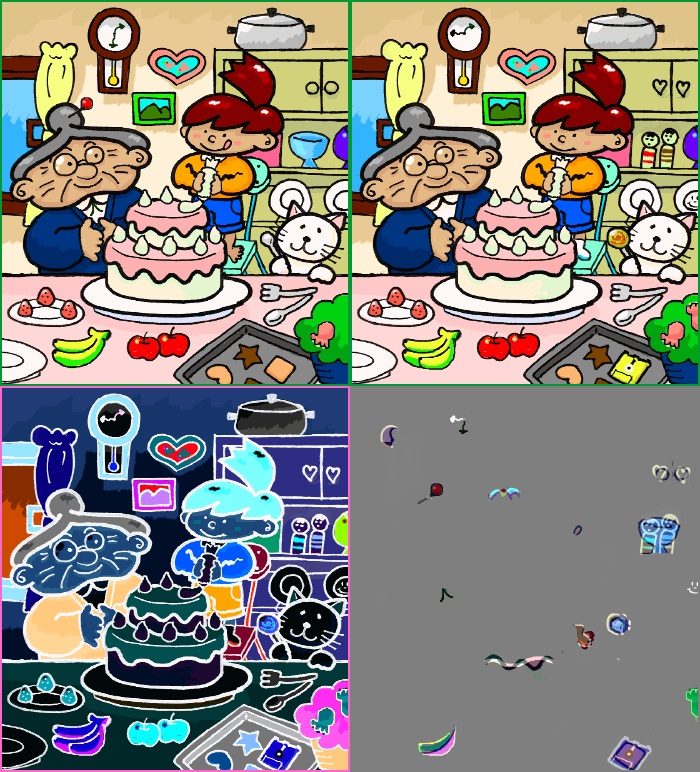
Resolviendo "Encuentra las diferencias" mediante la superposición de la imagen izquierda (arriba a la izquierda) con una imagen invertida (abajo a la izquierda) de la derecha (arriba a la derecha). Las diferencias aparecen como partes no grises (abajo a la derecha)

Una forma de resolver digitalmente el juego de encuentra la diferencia es creando una versión inversa de una de las imágenes a comparar y superponiéndola a un 50% de transparencia sobre la otra. Editores de fotos como GIMP permiten realizar este proceso u otros alternativos similares. Incluso se podría realizar también con medios analógicos (fotografía química, circuitos electrónicos, proyecciones alternadas de ambas imágenes...).
- Datos: Q3053964
- Multimedia: Spot the difference / Q3053964